# Stubla, Bojnik
Stubla (izvirno srbsko Стубла) je naselje v Srbiji, ki upravno spada pod Občino Bojnik; slednja pa je del Jablaniškega upravnega okraja.

## Demografija
V naselju živi 742 polnoletnih prebivalcev, pri čemer je njihova povprečna starost 43,8 let (43,1 pri moških in 44,6 pri ženskah). Naselje ima 310 gospodinjstev, pri čemer je povprečno število članov na gospodinjstvo 2,98.
To naselje je, glede na rezultate popisa iz leta 2002, večinoma srbsko.
|  |

| Demografija | Demografija     | Demografija     |
| Leto        | Št. prebivalcev | Št. prebivalcev |
| ----------- | --------------- | --------------- |
|             |                 |                 |
|             |                 |                 |
|             |                 |                 |
|             |                 |                 |
| 1948        | 1648            |                 |
| 1953        | 1735            |                 |
| 1961        | 1594            |                 |
| 1971        | 1417            |                 |
| 1981        | 1247            |                 |
| 1991        | 1079            | 1059            |
| 2002        | 929             | 923             |
|             |                 |                 |

| Etnična sestava po popisu iz leta 2002 | Etnična sestava po popisu iz leta 2002 | Etnična sestava po popisu iz leta 2002 | Etnična sestava po popisu iz leta 2002 | Etnična sestava po popisu iz leta 2002 |
| -------------------------------------- | -------------------------------------- | -------------------------------------- | -------------------------------------- | -------------------------------------- |
| Srbi                                   | Srbi                                   |                                        | 802                                    | 86,89%                                 |
| Romi                                   | Romi                                   |                                        | 117                                    | 12,67%                                 |
| Makedonci                              | Makedonci                              |                                        | 4                                      | 0,43%                                  |
| Neznano                                | Neznano                                |                                        | 0                                      | 0,0%                                   |